# Zoar (Terra Nova e Labrador)
Zoar foi uma comunidade localizada no província canadense de Terra Nova e Labrador. Foi fundada em 1865 como uma das muitas missões da Igreja Moraviana com os inuits que habitavam Labrador. Foi abandonada em 1889, sendo uma das primeiras comunidades a ter sua população esvaziada.